# 菅原峯嗣
菅原 峯嗣（すがわら の みねつぐ）は、平安時代初期から前期にかけての貴族・医師。名は岑継とも記される。氏姓は出雲朝臣のち菅原朝臣。信濃権守・出雲広貞の子。官位は従五位上・典薬頭。

## 経歴
左京の出身。大同類聚方の編纂に参画するなど優れた医師であった父・出雲広貞の意志により、当時皇太子であった大伴親王（のち淳和天皇）の身近に仕える。のち、峯嗣は自ら家業である医業を継ぎたい旨を申請し、医得業生に補せられるが、これが医得業生の始まりであったという。
奉試に及第して弘仁13年（822年）左兵衛医師に任ぜられ、翌弘仁14年（823年）医博士に転じる。天長4年（827年）内薬佑、天長7年（830年）侍医を兼任し、天長8年（831年）には医博士を物部広泉に譲り摂津大目を兼ねた。天長10年（833年）春宮坊主膳正を兼帯。
承和2年（835年）従五位下に叙爵。淳和上皇は皇太子の頃身近に仕えていたことにより、峯嗣を侍医に任じて非常に寵遇したという。承和4年（837年）尾張権介、承和6年（839年）美濃権介に任ぜられるがいずれも遙任で務めた。嘉祥2年（849年）越後守に任ぜられるが、当時峯嗣は淳和院で太皇太后・橘嘉智子の薬湯方に携わっていたことから、翌嘉祥3年（850年）には比較的平安京に近い播磨国の国司（介）に転任されている。仁寿元年（851年）従五位上に昇叙。
天安2年（858年）典薬頭に任ぜられ、貞観元年（859年）には詔勅を受けて備中国で鍾乳石の採取をしている。貞観5年（863年）自ら老齢を理由に典薬頭を辞任し、摂津権守に転じて同国豊島郡の山荘に隠居。俗世間との交流をせず、薬を飲んで養生に努めたという。貞観10年（868年）既に菅原姓に改姓していた土師氏と同族であることを理由に菅原姓に改姓している。貞観12年（870年）3月30日卒去。享年78。最終官位は散位従五位上。

## 人物
医療を世業とした家名に恥じず、治療すれば必ず効果が顕れ、加えて、それまでの医方にない新たな治療法を多数発見し、後世に至るまでその効き目が称賛されたという。勅を受けて諸名医と共に医学書として金蘭方50巻を選定している。

## 官歴
『六国史』による。
- 時期不詳：医得業生
- 弘仁13年（822年） 日付不詳：左兵衛医師
- 弘仁14年（823年） 日付不詳：医博士
- 天長4年（827年） 日付不詳：兼内薬佑
- 天長7年（830年） 日付不詳：兼内薬司侍医
- 天長8年（831年） 日付不詳：辞医博士、兼摂津大目
- 天長10年（833年） 日付不詳：兼春宮坊主膳正
- 時期不詳：正六位上
- 承和2年（835年） 正月7日：従五位下
- 承和4年（837年） 日付不詳：尾張権介
- 承和6年（839年） 正月11日：美濃権介
- 嘉祥2年（849年） 正月13日：越後守
- 嘉祥3年（850年） 正月15日：播磨介
- 仁寿元年（851年） 11月26日：従五位上
- 天安2年（858年） 11月25日：典薬頭
- 貞観5年（863年） 11月26日：摂津権守
- 貞観10年（868年）日付不詳：出雲姓から菅原姓に改姓
- 貞観12年（870年） 3月30日：卒去（散位従五位上）

## 系譜
- 父：出雲広貞[1]
- 母：不詳
- 生母不明の子女
  - 男子：菅原行資[3]
  - 男子：菅原茂貞[3]